# バスルームのペペン
『バスルームのペペン』は、川西ノブヒロによる日本の漫画作品。『週刊ヤングジャンプ』（集英社）にて2017年40号から2018年31号まで、『となりのヤングジャンプ』（集英社）にて2018年8月23日から2019年1月24日まで連載された。

## 登場キャラクター

### メインキャラクター
ペペン
本作の主人公の河童。海野貝を始めとした人間たちと交流を深めていくことで、人間社会を知っていく。
少しでも乾燥するとすぐにしおしおになってしまう。基本的に普通の人には見えない。
海野貝
ペペンが住んでいる海野家の長男。ペペンの友達。
海野幸
海野家の次女で貝の妹。ペペンが家に来た当初は迷惑がっていたが、次第に打ち解けていく。
海野眺
海野家の長女で貝の姉。フカフカしたものが大好きで、ペペンのフカフカしたお腹に目がない。

### サブキャラクター
伏見カオリ
貝のクラスメートの女子。三ツ谷のことが好きで、ペペンや貝の応援もあり想いを伝えられた。
相澤結
貝のクラスメートの女子。貝のことが好きで、常に彼を追いかけている(ストーカーとも言う)。ペペンが見える一人。
佐々木
貝のクラスメートの男子。メガネをかけており、勉強が出来る。
木村
貝のクラスメートの男子。太っており、女子にも気さくに話しかけられる。「海野貝」や「伏見カオリ」など、人をフルネームで呼ぶ。
三ツ谷
貝のクラスメートの男子。伏見カオリに想いを告げられ、その後付き合っている様子。

## 書誌情報
- 川西ノブヒロ 『バスルームのペペン』 集英社〈ヤングジャンプ・コミックス〉、全6巻
  1. 2018年1月24日発行（1月19日発売[集 1]）、ISBN 978-4-08-890844-1
  2. 2018年3月24日発行（3月19日発売[集 2]）、ISBN 978-4-08-890880-9
  3. 2018年6月24日発行（6月19日発売[集 3]）、ISBN 978-4-08-891037-6
  4. 2018年8月22日発行（8月17日発売[集 4]）、ISBN 978-4-08-891085-7
  5. 2019年1月23日発行（1月18日発売[集 5]）、ISBN 978-4-08-891177-9
  6. 2019年3月24日発行（3月19日発売[集 6]）、ISBN 978-4-08-891239-4